# Лучший из миров

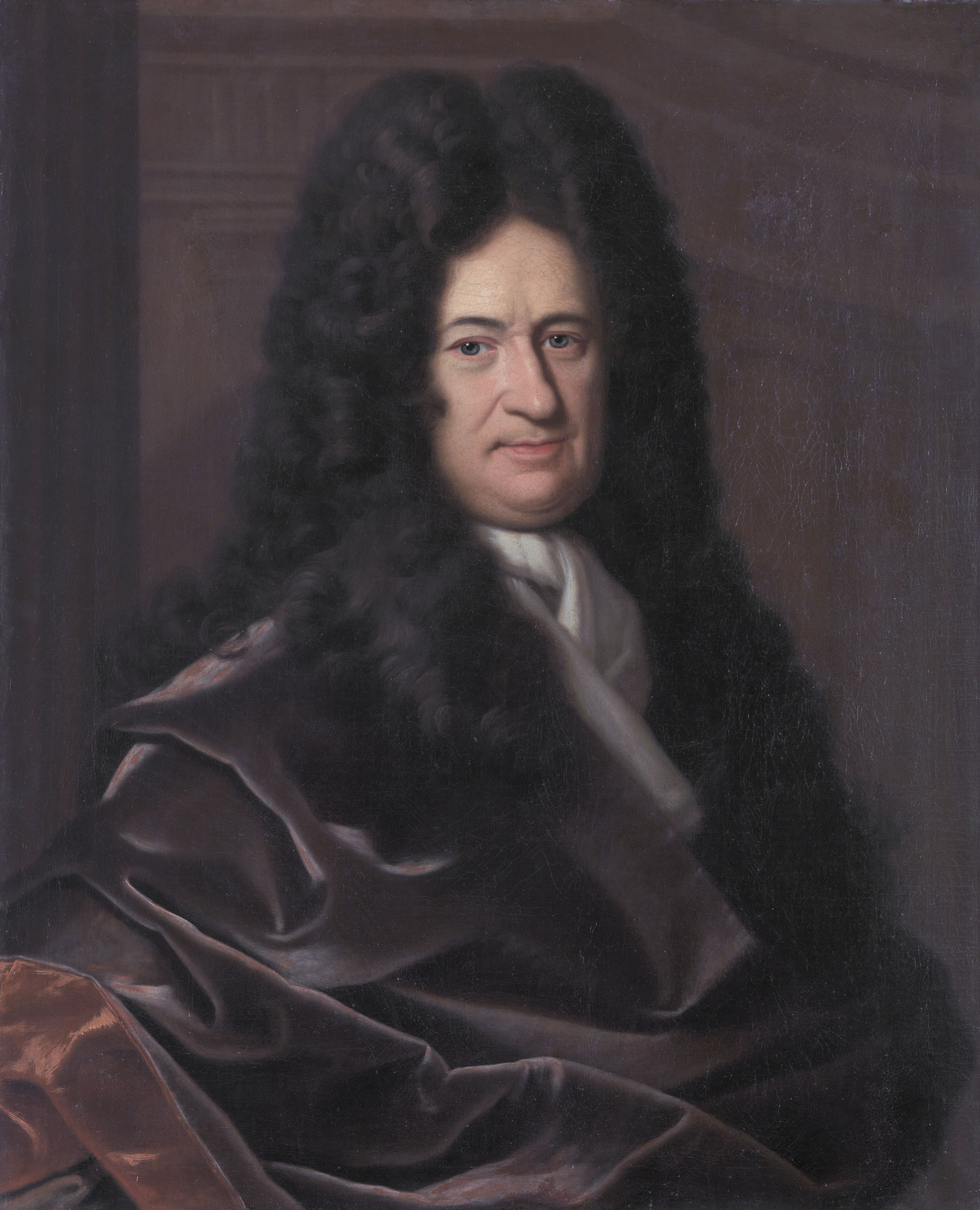
Готфрид Лейбниц

Тезис о «лу́чшем из всех возмо́жных миро́в» (фр. le meilleur des mondes possibles ; нем. Die beste aller möglichen Welten) предложен немецким математиком и философом Готфридом Лейбницем в трактате «Теодицея» (1710). Утверждение о том, что действительный мир является лучшим из всех возможных миров, является центральным аргументом трактата Лейбница и его попытки решить проблему зла.

## Проблема зла
Проблема зла в богословии формулируется следующим образом: если Бог всемогущ и всеведущ, как можно объяснить страдания и несправедливость, которые существуют в мире? Исторически попытки ответить на этот вопрос делались с использованием различных аргументов, например, объясняя зло или примиряя зло с добром.
Свою теорию совершенного мира Лейбниц изложил в своей работе «Монадология» в пяти постулатах:
1. У Бога есть идея бесконечного множества вселенных.
2. Только одна из этих вселенных может существовать в реальности.
3. Выбор Бога неслучаен и опирается на принцип достаточной причины. То есть у Бога есть причина выбирать тот или иной вариант.
4. Бог благ (не злокозненный).
5. Следовательно, вселенная, которую избрал Бог, является лучшим из всех возможных вариантов[2][b].

Свою теорию Лейбниц излагал в рамках христианства. Во-первых, Библия доказала существование и роль Бога как создателя мира. Вторая предпосылка доказана, поскольку «Бог действует всегда самым совершенным и наиболее желательным образом». Следовательно, Его выбор всегда будет лучшим. Поскольку все предпосылки справедливы (в рамках христианской теологии), Лейбниц заключил, что «Вселенная, которую избрал Бог, является лучшим из всех возможных миров».
Начиная обсуждение, Лейбниц признаёт, что в мире, созданном Богом существует зло, хотя при создании мира Бог мог бы обойтись и без зла. Тем не менее, Лейбниц указывал, что существование зла не обязательно ухудшает мир и без зла мир, возможно, был бы хуже. По мысли Лейбница «возможно злу сопутствует ещё большее благо». Другими словами, Лейбниц утверждал, что контраст, обеспечиваемый злом, приводит к созданию большего добра. Без существования зла добро не может быть оценено по достоинству, оно будет восприниматься как должное и обыденное. Лейбниц писал: «несовершенство в части может потребоваться для совершенства в целом». Реакция людей на зло может помочь им понять добро и действовать соответственно. То есть, по мысли Лейбница, зло питает добро, что приводит к совершенной системе.
На первый взгляд может показаться, что сотворение зла противоречит природе Бога. Для решения этой проблемы Лейбниц заимствовал идею, которую использовал Августин: «Зло, хотя и существует, не является сущим, а лишь отклонением от добра Единого» . Иначе говоря, зло не может существовать без добра так же, как дырка от бублика не существует без самого бублика. «Бог бесконечен, а дьявол ограничен; добро может распространяться в бесконечность, а зло имеет свои границы». Используя модель зла Августина, Лейбниц показывает, почему мир со злом приносит больше добра и, следовательно, лучше, чем мир без зла.

## Критика

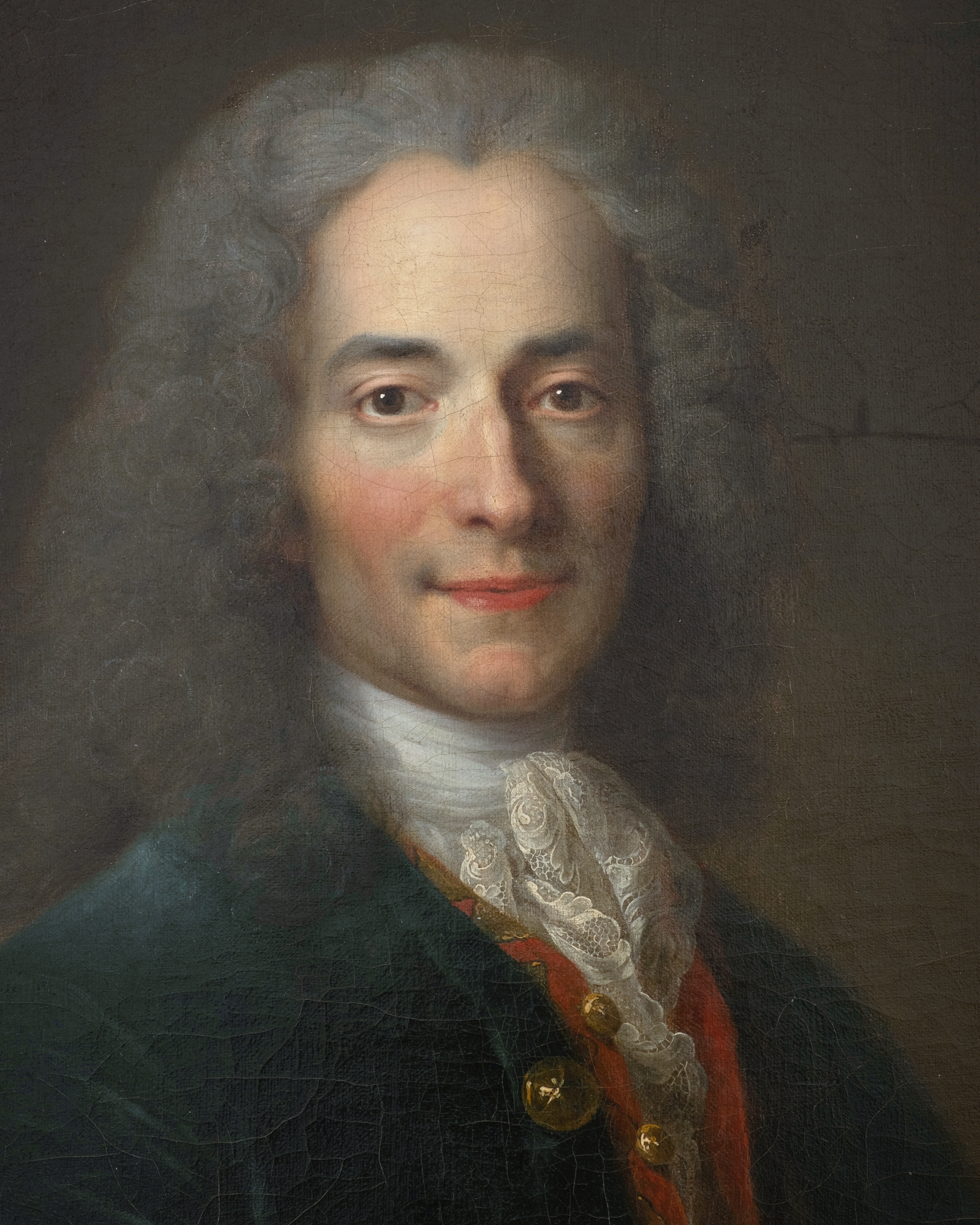
Вольтер — оппонент Лейбница

Критики Лейбница утверждают, что в мире слишком много страданий, чтобы оправдать оптимизм. Вольтер высмеял оптимизм Лейбница в сатирическом романе «Кандид, или Оптимизм» (где фразу о лучшем из миров то и дело повторяет попадающий в кошмарные ситуации горе-философ Панглосс).
Хотя Лейбниц утверждал, что страдание — это хорошо, потому что оно побуждает человеческую волю, критики утверждают, что степень страдания слишком велика, чтобы оправдать веру в то, что Бог создал «лучший из всех возможных миров». Лейбниц решает эту проблему, указывая на разницу между тем, что Бог планирует совершить (предшествующая воля) и чему Он позволяет происходить (последующая воля). Христианский философ Элвин Плантинга, критикуя теодицею Лейбница, утверждал, что, вероятно, нет такой вещи, как лучший из всех возможных миров, поскольку всегда можно представить себе ещё лучший мир, такой как мир с ещё одним праведником.
Бертран Рассел считал Теодицею Лейбница нелогичной. Рассел утверждал, что моральное и физическое зло должно быть результатом метафизического зла (несовершенства). Но несовершенство — это просто ограничение; если существующее совершенно, как утверждает Лейбниц, то само существование зла требует, чтобы зло также было добром. Кроме того, христианское либертарианство (не связанное с политическим либертарианством) определяет грех не как необходимый, а как случайный результат свободной воли.
Другим философом, которого упоминают в связи с Лейбницем, является Кант. Хотя Лейбниц оказал большое влияние на Канта, последний считал, что философия Лейбница «вводит в заблуждение». Кант считал, что вводящий в заблуждение характер работ Лейбница связан с односторонностью его теории.
Математик Поль дю Буа-Реймон в своих «Лейбницевых мыслях в современной науке» писал, что Лейбниц думал о Боге как о математике.